# Литовская вспомогательная полиция
Литовские полицейские батальоны (нем. Schutzmannschafts-Bataillone; лит. Policijos batalionai) — военные единицы, сформированные военными оккупационными учреждениями из местных жителей во время Второй мировой войны на территории Литвы. Батальоны формировались из добровольцев.

## Формирование батальонов
Формирование батальонов вспомогательной полиции в Литве началось в конце июня 1941 года по решению Временного правительства Литвы с разрешением немецкой военной администрации. В них вошли около 8400 участников анитисоветского Июньского восстания, членов Союза стрелков и дезертиров из Красной Армии. Целями батальонов были охрана мостов, железных дорог, борьба с партизанами и Красной Армией, геноцид евреев и карательные операции против мирного населения. Батальоны набирались из добровольцев. Срок службы в начале составлял 6 месяцев. Вступающие во вспомогательную полицию подписывались под такими словами:
Я, <...>, c <...> вступаю добровольцем в служебный батальон вспомогательной полиции на 6 месяцев под руководством руководителя Великого Германского Рейха Адольфа Гитлера создавая новую Европу. Обещаю возложенные на мне служебные обязанности выполнять добросовестно, подчинятья воинской дисциплине, нести ответственность перед военным судом за нарушения на службе, хранить тайну и не вступать в запрещенные организации, не осведомлять врагов и всё, что о них узнаю, должен буду доложить своим командирам.

## История
К ноябрю 1941 года в Каунасском и Вильнюсском округах были сформированы по пять батальонов, в Шяуляйском и Паневежском по одному. В 1942 году в управлении Каунасского округа находились 11 батальонов, 7 из которых располагались за границами генерального округа «Литва». За всё время было сформировано 26 батальонов (1-15, 250—259 и батальон «Летува»). По данным на 1943 год в Литве располагались 9 батальонов, в России — 3, в Белоруссии — 5, на Украине — 4, в Польше, Югославии, Латвии и Италии — по 1. Некоторые батальоны принимали непосредственное участие в боях на фронте.
Часто полицейские батальоны принимали участие в карательных операциях. Так, в октябре 1941 года 3-й литовский полицейский батальон под руководством капитана Дионизаса Мейжиса расстрелял более 9 тыс. евреев. Зимой 1942 года 2-й литовский полицейский батальон во главе с майором Антанасом Импулявичюсом расстрелял в Минске около 9 тыс. военнопленных и в Слуцке полтысячи евреев. В сентябре 1942 года этот же батальон уничтожил в Белоруссии кроме группы барановичских партизан, более 8 тыс. евреев. Подразделения литовских полицейских батальонов принимали участие в карательных полицейских и антипартизанских операциях в феврале-марте 1943 года «Зимнее волшебство» (север Белоруссии и Себежский район Псковской области РСФСР) и в апреле-мае 1944 года «Весенний праздник» (территория Витебской области Белоруссии).
С приближением линии фронта к Литве члены полицейских батальнов бежали на Запад, попали в плен или присоединились к «лесным братьям».

## Перечень батальонов

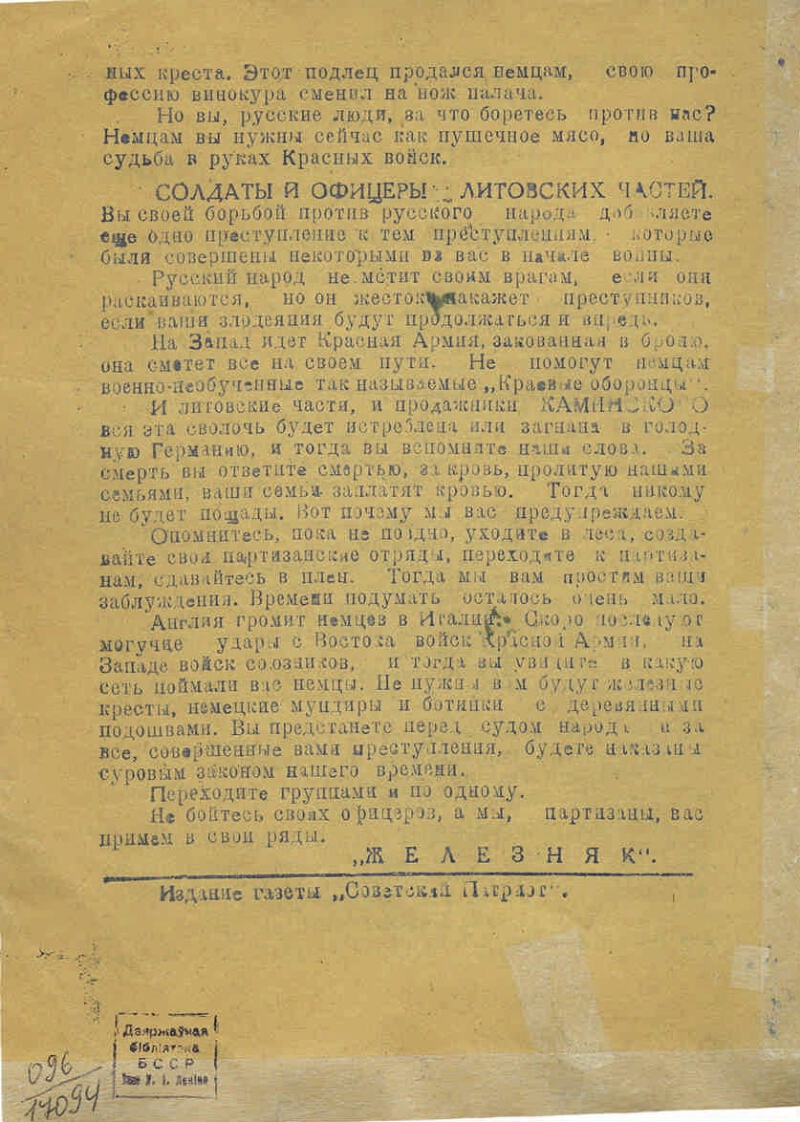
Советская листовка с упоминанием литовской вспомогательной полиции

- 1-й батальон шуцманшафта, 14.07.1941 — осень 1944. Принимал участие в Холокосте.
- 2-й батальон шуцманшафта, 21.07.1941 — август 1944. Принимал участие в Холокосте.
- 3-й батальон шуцманшафта, 21.07.1941 — июль 1944. Принимал участие в Холокосте.
- 4-й батальон шуцманшафта, 30.08.1941 — февраль 1944.
- 5-й батальон шуцманшафта, 28.08.1941 — декабрь 1944.
- 6-й батальон шуцманшафта, июль 1941 — август 1944.
- 7-й батальон шуцманшафта, ? — январь 1944. Принимал участие в Холокосте.
- 8-й батальон шуцманшафта, ? — ноябрь 1943.
- 9-й батальон шуцманшафта, ? — июль 1944.
- 10-й батальон шуцманшафта, август 1941 — январь 1943. Принимал участие в Холокосте.
- 11-й батальон шуцманшафта, август 1941 — 1943. Принимал участие в Холокосте.
- 12-й батальон шуцманшафта, август 1941 — февраль 1944. Принимал участие в Холокосте.
- 13-й батальон шуцманшафта, 28.06.1941 — май 1945. Принимал участие в Холокосте.
- 14-й батальон шуцманшафта, август 1941 — 1944. Принимал участие в Холокосте.
- 15-й батальон шуцманшафта, июль 1941 — июль 1944.
- 250-й батальон шуцманшафта, 1942 — ?.
- 251-й батальон шуцманшафта, 1942— февраль 1943.
- 252-й батальон шуцманшафта, май 1942 — ноябрь 1944. Принимал участие в Холокосте.
- 253-й батальон шуцманшафта, май 1943 — август 1944.
- 254-й батальон шуцманшафта, 1942 — апрель 1944.
- 255-й батальон шуцманшафта, июль 1942 — август 1944.
- 256-й батальон шуцманшафта, март 1943 — май 1945.
- 257-й батальон шуцманшафта, октябрь 1943 — октябрь 1944.
- 258-й батальон шуцманшафта, апрель 1944 — конец 1944.
- 259-й батальон шуцманшафта, апрель 1944 — ?.